# درب التخت
درب التخت قرية سوريّة تتبع إداريّاً لمحافظة حلب منطقة عين العرب ناحية الجلبية، بلغ تعداد سكانها 1050 نسمة حسب التعداد السكاني لعام 2004.